# Grad Oechsle

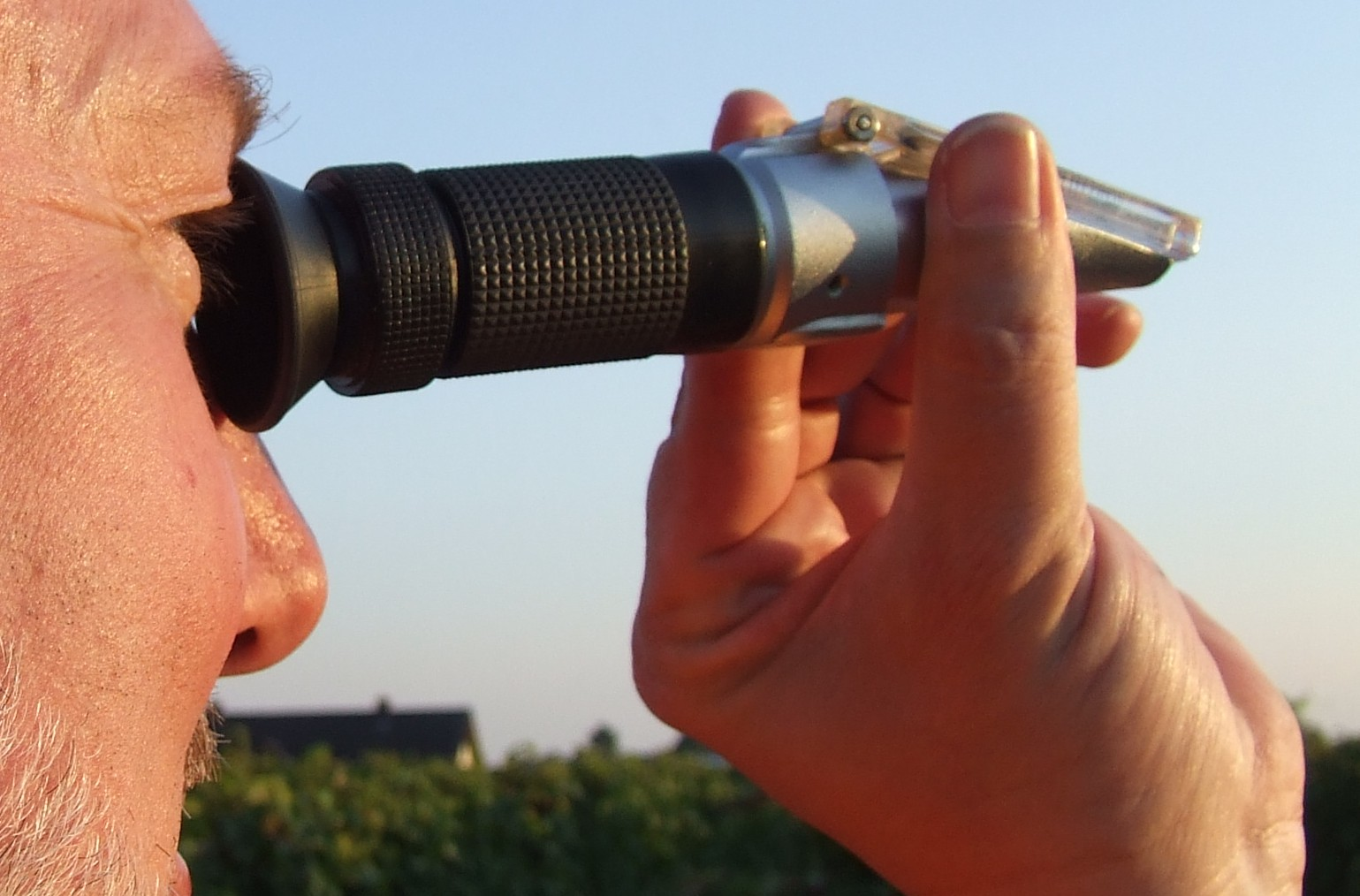
Winzer beim Messen von Oechslegraden mit dem Refraktometer

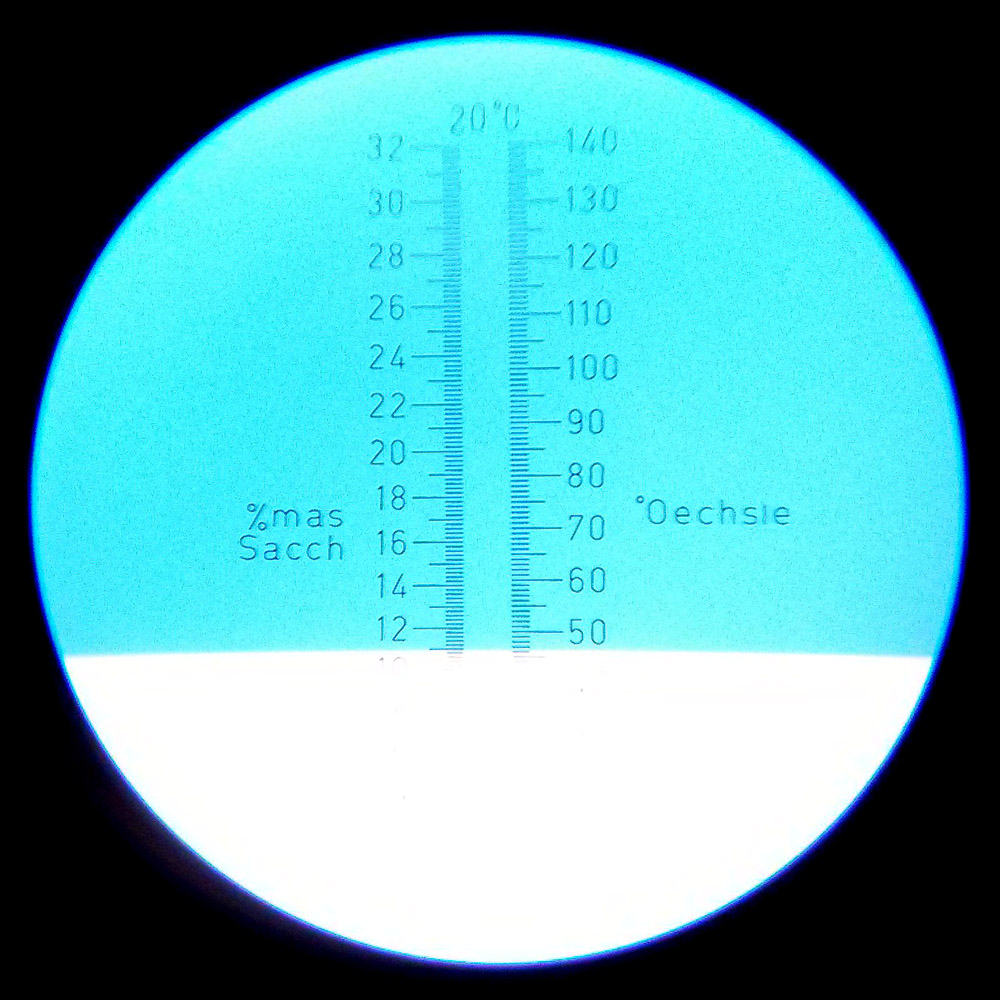
Blick durch das Okular eines Handrefraktometers.
Ablesewert: 47 °Oechsle.

Grad Oechsle (abgekürzt °Oechsle oder °Oe; nach ihrem Erfinder Ferdinand Oechsle) ist eine Maßeinheit für das Mostgewicht des Traubenmostes, also des unvergorenen Traubensaftes.
Das Mostgewicht ist ein Maß für den Anteil der gelösten Stoffe (mehrheitlich Zucker) im Traubenmost und somit in Deutschland, der Schweiz und Luxemburg ein wichtiges Qualitätskriterium von Wein. Es basiert auf der Dichte des Mostes und wird gemessen mit einer Mostwaage, einem kalibrierten Aräometer.
Alternative Messprinzipien für den Zuckergehalt des Mosts sind:
- optisch mit dem Refraktometer (über den Brechungsindex)
- unabhängig vom Alkoholgehalt mit dem Saccharimeter (über den spezifischen Drehwinkel).

## Definition
Den Betrag {\displaystyle n} des Mostgewichts in °Oe erhält man aus der Dichte {\displaystyle \rho _{\text{M}}} des Mostes und der Dichte {\displaystyle \rho _{\text{W}}} des Wassers, jeweils gemessen bei 20 °C, durch die Formel:
{\displaystyle n=1000\cdot (\rho _{\text{M}}/\rho _{\text{W}}-1)\ {\text{mit }}\rho _{\text{M}}/\rho _{\text{W}}={{\text{D}}_{20}}{\text{ (relative Dichte)}},}
Die Grad Oechsle geben somit an, um wie viel Gramm ein Liter Most mehr wiegt als ein Liter Wasser.

## Wertebereiche und Interpretation
Im Allgemeinen liegt das Mostgewicht eines mittleren Jahrgangs in Deutschland zwischen 70 und 80 °Oechsle. Eine Aussage über die Qualität des fertigen Weins ergibt sich aus dem Oechslewert nur bedingt: Besonders süße Trauben ergeben zwar einen Wein mit besonders hohem Alkoholgehalt, der Geschmack hängt aber noch von vielen anderen Faktoren ab, unter anderem vom Säuregehalt.
Über das Mostgewicht lässt sich der mögliche Alkoholgehalt des durchgegorenen Weines bestimmen, das heißt, wenn die Hefezellen so viel Zucker in Alkohol umgewandelt haben, wie sie können (maximal etwa 18 % Vol., bei einer höheren Konzentration sterben sie). Ein Most mit 80 °Oechsle ergibt vollständig vergoren einen Wein mit 84 Gramm reinem Ethanol pro Liter, was einem Alkoholgehalt von 10,6 % Vol. entspricht. Trockenbeerenauslesen können über 300 °Oechsle erreichen – im Rekordsommer 2003 wurden bei einer Trockenbeerenauslese 331 °Oechsle gemessen.
In Deutschland gibt es eine offizielle „Tabelle zur Ermittlung des natürlichen Alkoholgehalts in Volumenprozent aus dem Oechslegrad“:
| °Oe | %vol |
| --- | ---- |
| 40  | 4,4  |
| 41  | 4,5  |
| 42  | 4,7  |
| 43  | 4,8  |
| 44  | 5,0  |
| 45  | 5,2  |
| 46  | 5,3  |
| 47  | 5,5  |
| 48  | 5,6  |
| 49  | 5,8  |
| 50  | 5,9  |
| 51  | 6,1  |
| 52  | 6,3  |
| 53  | 6,4  |
| 54  | 6,6  |
| 55  | 6,7  |
| 56  | 6,9  |
| 57  | 7,0  |
| 58  | 7,2  |
| 59  | 7,3  |

| °Oe | %vol |
| --- | ---- |
| 60  | 7,5  |
| 61  | 7,7  |
| 62  | 7,8  |
| 63  | 8,0  |
| 64  | 8,1  |
| 65  | 8,3  |
| 66  | 8,4  |
| 67  | 8,6  |
| 68  | 8,8  |
| 69  | 8,9  |
| 70  | 9,1  |
| 71  | 9,2  |
| 72  | 9,4  |
| 73  | 9,5  |
| 74  | 9,7  |
| 75  | 9,8  |
| 76  | 10,0 |
| 77  | 10,2 |
| 78  | 10,3 |
| 79  | 10,5 |

| °Oe | %vol |
| --- | ---- |
| 80  | 10,6 |
| 81  | 10,8 |
| 82  | 10,9 |
| 83  | 11,1 |
| 84  | 11,3 |
| 85  | 11,4 |
| 86  | 11,6 |
| 87  | 11,7 |
| 88  | 11,9 |
| 89  | 12,0 |
| 90  | 12,2 |
| 91  | 12,4 |
| 92  | 12,5 |
| 93  | 12,7 |
| 94  | 12,8 |
| 95  | 13,0 |
| 96  | 13,1 |
| 97  | 13,3 |
| 98  | 13,4 |
| 99  | 13,6 |

| °Oe | %vol |
| --- | ---- |
| 100 | 13,8 |
| 101 | 13,9 |
| 102 | 14,1 |
| 103 | 14,2 |
| 104 | 14,4 |
| 105 | 14,5 |
| 106 | 14,7 |
| 107 | 14,8 |
| 108 | 15,0 |
| 109 | 15,2 |
| 110 | 15,3 |
| 111 | 15,5 |
| 112 | 15,6 |
| 113 | 15,8 |
| 114 | 15,9 |
| 115 | 16,1 |
| 116 | 16,3 |
| 117 | 16,4 |
| 118 | 16,6 |
| 119 | 16,7 |

| °Oe | %vol |
| --- | ---- |
| 120 | 16,9 |
| 121 | 17,0 |
| 122 | 17,2 |
| 123 | 17,3 |
| 124 | 17,5 |
| 125 | 17,7 |
| 126 | 17,8 |
| 127 | 18,0 |
| 128 | 18,1 |
| 129 | 18,3 |
| 130 | 18,4 |
| 131 | 18,6 |
| 132 | 18,8 |
| 133 | 18,9 |
| 134 | 19,1 |
| 135 | 19,2 |
| 136 | 19,4 |
| 137 | 19,5 |
| 138 | 19,7 |
| 139 | 19,8 |

| °Oe | %vol |
| --- | ---- |
| 140 | 20,0 |
| 141 | 20,2 |
| 142 | 20,3 |
| 143 | 20,5 |
| 144 | 20,6 |
| 145 | 20,8 |
| 146 | 20,9 |
| 147 | 21,1 |
| 148 | 21,3 |
| 149 | 21,4 |
| 150 | 21,5 |

## Internationaler Gebrauch
Für das Mostgewicht, das heißt den Zuckergehalt des Saftes, werden international unterschiedliche Einheiten verwendet:
- In Deutschland, der Schweiz und Luxemburg wird das Grad Oechsle verwendet.
- Im früheren Einflussbereich Österreichs, also den Ländern des ehemaligen Österreich-Ungarn, ist auch heute noch die Klosterneuburger Mostwaage (KMW) gebräuchlich.
- In Frankreich und Spanien ist Grad Baumé in Verwendung.[6]
- In englischsprachigen Ländern und in Südamerika wird Dichtemessungsskala in Grad Brix benutzt, die auch im obstverarbeitenden Gewerbe bekannt ist.